# Lydia Cabrera
Lydia Cabrera (Havana, 20 de maio de 1899 — 19 de setembro de 1991) foi uma antropóloga e poeta cubana. 

## Produção literária
Cabrera foi uma escritora e ativista literária cubana. Ela era uma autoridade em Santeria e religiões afro-cubanas. Durante sua vida, publicou mais de cem livros. Um de seus livros mais importantes é El Monte, que foi o primeiro grande estudo etnográfico das tradições afro-cubanas, fitoterapia e religião. Publicado pela primeira vez em 1954, tornou-se um livro didático para aqueles que praticam Lukumi (religião orixá originária dos iorubás e grupos étnicos vizinhos) e Palo Monte (uma fé centro-africana), ambas religiões que chegaram ao Caribe por meio de africanos escravizados. Seus documentos e materiais de pesquisa foram doados para a Coleção do Patrimônio Cubano - o maior repositório de materiais sobre Cuba, localizado fora do país - que faz parte da biblioteca da Universidade de Miami. Uma seção do livro Tres Tigres Tristes de Guillermo Cabrera Infante é escrito com o nome de Lydia Cabrera, em uma versão cômica de sua voz literária. Ela foi uma das primeiras escritoras a reconhecer e publicar com sensibilidade, sobre a riqueza da cultura e religião afro-cubana. Ela fez contribuições valiosas nas áreas da literatura, antropologia, arte, etnomusicologia e etnologia.
Em El Monte, Cabrera descreveu completamente as principais religiões afro-cubanas: Regla de Ocha (comumente conhecida como Santeria) e Ifá, ambas derivadas da religião tradicional iorubá; e Palo Monte, que se originou na África Central. Tanto a perspectiva literária quanto a antropológica na obra de Cabrera pressupõem que ela escreveu sobre religiões principalmente orais, e práticas com apenas uma tradição escrita embrionária. Ela é creditada por críticos literários por ter transformado narrativas orais afro-cubanas em literatura, isto é, obras de arte escritas, enquanto antropólogos contam com seus relatos de informações orais coletadas durante entrevistas com santeros, babalawos e paleros, e em suas descrições de cerimônias religiosas. Existe uma relação dialética entre a escrita religiosa afro-cubana e a obra de Cabrera.

## Principais temas de trabalho
Sua carreira durou décadas antes da Revolução, bem como muitos anos após. Embora ela nunca tenha estudado antropologia, adota uma abordagem muito antropológica para estudar seu assunto. O tema principal de seu trabalho são os outrora marginalizados afro-cubanos, dando-lhes uma identidade respeitável. Através do uso de imagens e contação de histórias, ela busca revisitar a história do povo cubano através de lentes afro-cubanas. Geralmente, seu trabalho confunde a linha entre o que a sociedade considera como fato e ficção, apresentando idéias e teorias que forçam alguém a questionar o que lhes foi dito. Em Cuentos Negros De Cuba ela escreve: "Eles dançam quando nascem, dançam quando morrem, dançam para matar. Eles celebram tudo!" (Cabrera 67). Aqui, ela está conectando contos afro-cubanos com rituais africanos, porque é importante celebrar o nascimento, a passagem para a idade adulta, o casamento e a morte.
Cabrera descreve suas histórias como transposições, mas ela foi muito além de uma simples transcrição, uma vez que recriou e alterou elementos, personagens e temas do folclore africano e universal, e modificou as histórias tradicionais adicionando detalhes dos costumes cubanos do século XIX e início do século XX.

## Mudança para os Estados Unidos
Ela deixou o país em 1960 logo após a Revolução e nunca mais voltou. Ela saiu como exilada, primeiro indo para Madrid e depois se estabelecendo em Miami, Flórida, onde permaneceu pelo resto de sua vida. A Sra. Cabrera recebeu vários títulos de doutorado honorário, incluindo um da Universidade de Miami em 1987. 
Nos últimos anos de sua vida, Lydia Cabrera trabalhou diligentemente para editar e publicar as muitas notas que havia coletado durante mais de trinta anos de pesquisas em Cuba.
A verdadeira razão pela qual ela partiu ainda é desconhecida. Alguns afirmam que ela saiu por causa do estilo de vida que a revolução estava tentando incutir. Por muitos anos, Cabrera declarou sua antipatia pela revolução e pela ideologia socialista-marxista. Outros afirmam que ela saiu porque membros da Abakuá a estavam perseguindo desde que ela tornara pública sua sociedade secreta. Embora a razão pela qual ela partiu seja desconhecida, ela passou o resto de sua vida em Miami até sua morte em 19 de setembro de 1991.

## Revistas cubanas onde publicou suas publicações
- Orígenes 1945- 1954
- Revista Bimestre Cubana 1947
- Lyceum 1949
- Lunes de Revolución y Bohemia.
- Em 1942 publica a tradução do seu Cahier d'un retour au pays natal, de Aimé Césaire Regresso ao país de origem), ilustrado com desenhos de Wifredo Lam.[carece de fontes?]